# Генрих XIII (герцог Баварии)
Генрих XIII (нем. Heinrich XIII; 19 ноября 1235 — 3 февраля 1290, Бургхаузен) — герцог Баварии в 1253—1255 годах, пфальцграф Рейнский в 1253—1255 годах, герцог Нижней Баварии (под именем Генрих I) с 1255 года.

## Биография
Генрих был вторым сыном герцога Оттона II и Агнессы Пфальцской.
В 1253 году после смерти отца унаследовал Баварию и Пфальц. При разделе владений с братом Людвигом в 1255 году, получил Нижнюю Баварию. Этот раздел был нарушением существующих законов и вызвал противодействие баварских епископов, которые обратились за помощью к чешскому королю Пршемыслу Отакару II. 
В августе 1257 года Пршемысл Отакар вторгся в Баварию, но Людвиг и Генрих отбили нападение (что было редким случаем взаимодействия двух братьев) в битве при Мюльдорфе.

## Брак и дети
В 1250 году Генрих женился на Елизавете Венгерской, дочери венгерского короля Белы IV. У них было десять детей:
- Агнесса (январь 1254 — 20 октября 1315), монахиня
- Агнесса (17 июля 1255 — 20 октября 1315), носившая то же имя, что и старшая сестра
- Агнесса (29 октября 1256 — 10 мая 1260), носившая то же имя, что и старшие сёстры
- Елизавета (23 апреля 1258 — 8 августа 1314), монахиня
- Оттон III (11 февраля 1261 — 9 ноября 1312)
- Генрих (23 февраля 1262 — 16 сентября 1280)
- София (ок.1264 — 4 февраля 1282), вышла замуж за Поппо VIII Хеннебергского
- Катерина (9 июня 1267 — 9 января 1310), вышла замуж за Фридриха Тута
- Людвиг III (9 октября 1269 — 1 октября 1296)
- Стефан I (14 марта 1271 — 10 декабря 1310)